# Валентин Мошков
Валентин Александрович Мошков (на руски: Валенти́н Алекса́ндрович Мошков) е руски офицер, генерал-лейтенант. Участник е в Руско-турската война (1877 – 1878). Учен етнограф.

## Биография
Валентин Мошков е роден на 25 март 1852 г. в Костромска губерния в семейството на потомствен дворянин. Ориентира се към военното поприще. Завършва 2-ра Санктпетербургска военна гимназия, 2-ро Константиновско военно училище и Михайловското артилерийско училище. Произведен е в първо офицерско звание подпоручик с назначение в 37-а артилерийска бригада от 21 юли 1870 г. Служи в Санктпетербургската крепостна артилерия и Олонецките планински заводи (1871 – 1875).
Участник в Руско-турската война (1877 – 1878). Повишен е във военно звание капитан на 26 декември 1877 г.
След войната се занимава с приемане на артилерийско въоръжение. Повишен е във военно звание генерал-майор от 6 декември 1905 г. и генерал-лейтенант от 19 септември 1913 г.
Член-сътрудник на Императорското Руско географическо дружество. Координатор на обществото по археология, история и етнография при императорския Казански университет. Изследовател на историята и културата на гагаузите. Създава оригинална хипотеза за особеностите и пътищата на развитие на човечеството и поради това е популярен сред руските представители на окултизма.
След излизане в оставка живее във Варшава. След Руските революции (1917) емигрира в България и живее в София.
Автор на „Новая теория происхождения человека и его вырождения“. Печатано в типографии губернского правления, Варшава, 1907.